# Салищев, Эраст Гаврилович
Салищев Эраст Гаврилович (23 июля /4 авг./ 1851 г., Козлов Тамбовской губернии — 12 /25/ июня 1901 г., Томск) — хирург; ординарный профессор по кафедре госпитальной хирургической клиники и десмургии с учением о вывихах и переломах.

## Биография
Родился в купеческой семье.
Медицинскими науками занимался в Казанском университете (оставил учёбу в знак протеста против увольнения П. Лесгафта в 1871 году) и в Медико-хирургической академии, где окончил курс с отличием в 1875 году. Сначала[когда?] был земским врачом; с 1880 по 1885 годы состоял частным ординатором хирургической клиники Военно-медицинской академии (Санкт-Петербург). В 1885 году защитил диссертацию на степень доктора медицины, а в 1887 году был назначен прозектором в той же академии.
С 1890 по 1892 годы был профессором хирургии в Томском университете, а с 1892 года переведён на кафедру госпитальной хирургической клиники.
Салищев был талантливым хирургом, смелым, прекрасно знавшим анатомию: Я был положительно очарован этой личностью и хотел во что бы то ни стало быть его ординатором.Н. Бурденко, хирург, первый президент АМН СССР
Умер в 1901 году на даче в Басандайке со словами «Не вскрывать — умираю от эмболии лёгких». Похороны Э. Г. Салищева собрали многотысячную толпу народа. Похоронен на разграбленном в 1950-е кладбище Иоанно-Предтеченского монастыря, с надгробным памятником в виде скалы из гнейса и чёрного гранита, признанным в 1973 году объектом культурного наследия. Нынешнее местонахождение ни могилы, ни памятника неизвестно.

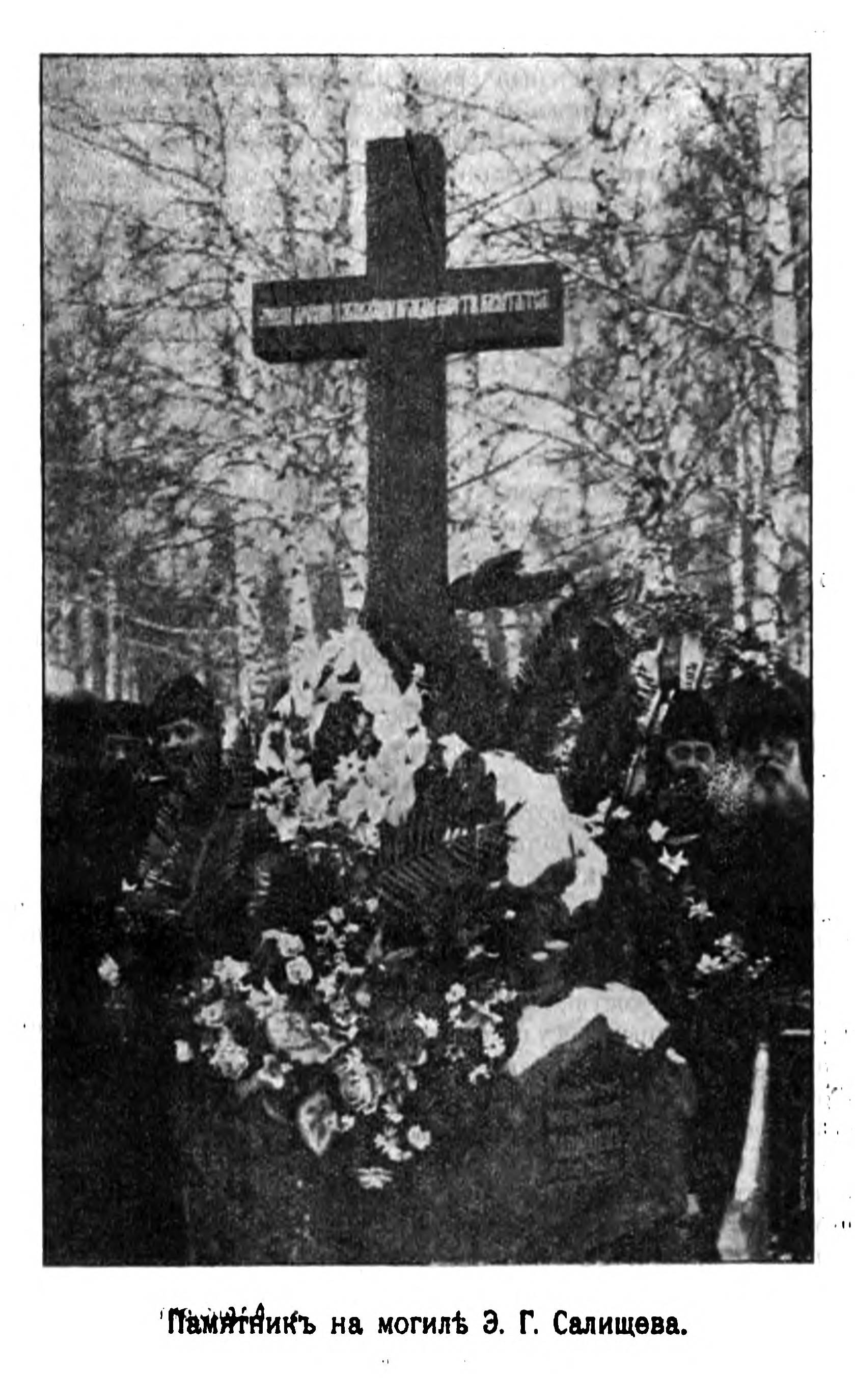

## Труды
Около 20 опубликованных работ:
- «Топографический очерк мужской промежности» (дисс., СПб., 1885),
- «Хирургическая анатомия и перевязка наружной сонной артерии in loco electionis» («Врач», 1886),
- «О боковой литотомии в анатомо-хирургическом отношении» («Хирургический вестник», 1889),
- «Новый истинный отдельный боковой добавочный зоб» (ib., 1891, а также в «Arch. für klin. Chir.», т. XLVIII), «Beitrag zur lehre von den Blasenbrüchen» («Arch. für klin. Chir.», т. LIV),
- «Полное изучение предстательной железы и т. д.» («Хир. лет.», 1895),
- «Пришивание подвижной почки» (ib., 1895),
- «Вылущение всей нижней конечности с ее безымянною костью» («Врач», 1899, а также в «Arch. für klin. Chir.», т. LIX).